# Hubert Jäger
Hubert Josef Jäger (* 18. März 1959 in Engen) ist ein deutscher Diplomat. Er ist seit August 2021 deutscher Botschafter in Jemen. Vorher war er ab September 2016 Botschafter in Liberia.

## Leben & Wirken
Nach Abitur und Wehrdienst studierte Hubert Jäger von 1981 bis 1984 an der Fachhochschule des Bundes für öffentliche Verwaltung am Fachbereich Auswärtige Angelegenheiten. Nach dem Abschluss arbeitete er bis 1995 im Auswärtigen Amt und auf verschiedenen Posten im Ausland.
Von 1995 bis 1997 absolvierte Jäger den Vorbereitungsdienst für den höheren Auswärtigen Dienst und arbeitete anschließend als Referent im Büro Staatssekretäre im Auswärtigen Amt. Von 1999 bis 2002 war er im Büro des Hohen Repräsentanten (OHR) in Sarajewo als Büroleiter und Stellvertretender Leiter Abteilung Politik eingesetzt. Danach war er Ständiger Vertreter am Vertretungsbüro in Ramallah und kam 2007 zurück ins Pressereferat des Auswärtigen Amtes. Von 2007 bis 2008 arbeitete er als Ziviler Beauftragter & Leiter Außenstelle Masar-e Scharif der Botschaft Kabul. Danach arbeitete er von 2009 bis 2012 im Auswärtigen Amt als Leiter des Arbeitsstabs Palästinensische Gebiete. Nach einem Einsatz an der Botschaft Pretoria (2012–2016) wurde er im September 2016 als Nachfolger von Ralph Timmermann Botschafter in Monrovia (Liberia). Mitte 2021 wurde er zum Botschafter für Jemen benannt. Am  24. November 2021 überreichte er dem Präsidenten der Republik Jemen, Abdrabu Mansour Hadi, sein Beglaubigungsschreiben.
Jäger ist verheiratet und hat zwei Kinder.